# Ugala

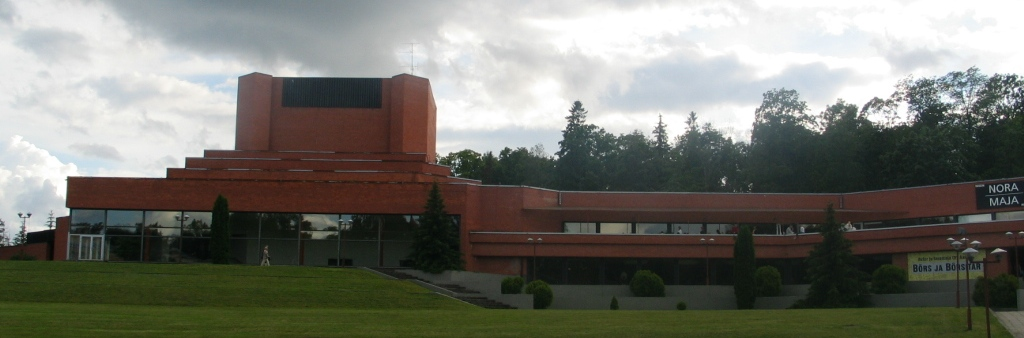
Ugala.

Ugala är en teater i Viljandi grundad 1920. Den nuvarande teaterbyggnaden, av arkitekterna Irina Raud, Inga Orav och Kalju Luts, blev klart 1981.